# Josef Anér
Josef Anér, ursprungligen Andersson, född 8 oktober 1889 i Misterhults församling, död 9 december 1984 i Stockholm, var en svensk affärsman. Han var gift med Gunvor Anér och far till Kerstin och Sven Anér.

## Biografi
Anér, som var filosofie magister i klassiska språk, var chef för Guldsmeds AB i Stockholm 1923-33, Uplands enskilda bank 1933-41 samt Turitz & Co 1941-56. Han kom flera gånger att anlitas för att rekonstruera och sanera företag, bland annat Uddevallavarvet 1958-59. Anér utgav bland annat Magistern blev affärsman (1961) och Dagens affärsman och morgondagens (1963).

### Gunvor och Josef Anérs stiftelse
Josef Anér och hans hustru Gunvor, född Löfvendahl, upprättade år 1960 en stiftelse med namnet Gunvor och Josef Anérs stiftelse. Paret skänkte stiftelsen ett betydande kapital. Stiftelse har till uppgift att ”lämna understöd för beredande av undervisning eller utbildning eller utöva hjälpverksamhet bland behövande eller främja vetenskaplig forskning med företräde för humanistiska forskningsgrenar”. Bland mottagare av medel från stiftelsen kan nämnas renoveringen och restaureringen av den kulturhistoriska byn Stensjö i Oskarshamns kommun.